# Fraseriella
Fraseriella är ett släkte av svampar. Fraseriella ingår i familjen Monascaceae, klassen Eurotiomycetes, divisionen sporsäcksvampar och riket svampar.
|             | Monascus                              |
|             |                                       |
|             | Basipetospora                         |
|             |                                       |
|             | Xeromyces                             |
|             |                                       |
| Fraseriella | \| \| Fraseriella bispora \| \| \| \| |
|             | \| \| Fraseriella bispora \| \| \| \| |
|             | Fraseriella bispora                   |
|             |                                       |

|  | Fraseriella bispora |
|  |                     |